# Bhāndāria
Bhāndāria är en ort i Bangladesh.   Den ligger i provinsen Barisal, i den södra delen av landet, 140 kilometer söder om huvudstaden Dhaka. Bhāndāria ligger 13 meter över havet och antalet invånare är 30 219.
Terrängen runt Bhāndāria är mycket platt. Närmaste större samhälle är Pirojpur, 13,5 kilometer nordväst om Bhāndāria.
Trakten runt Bhāndāria består till största delen av jordbruksmark. Runt Bhāndāria är det mycket tätbefolkat, med 1 177 invånare per kvadratkilometer.